# Fonction thêta
Pour les articles homonymes, voir Fonction thêta (homonymie) (en).

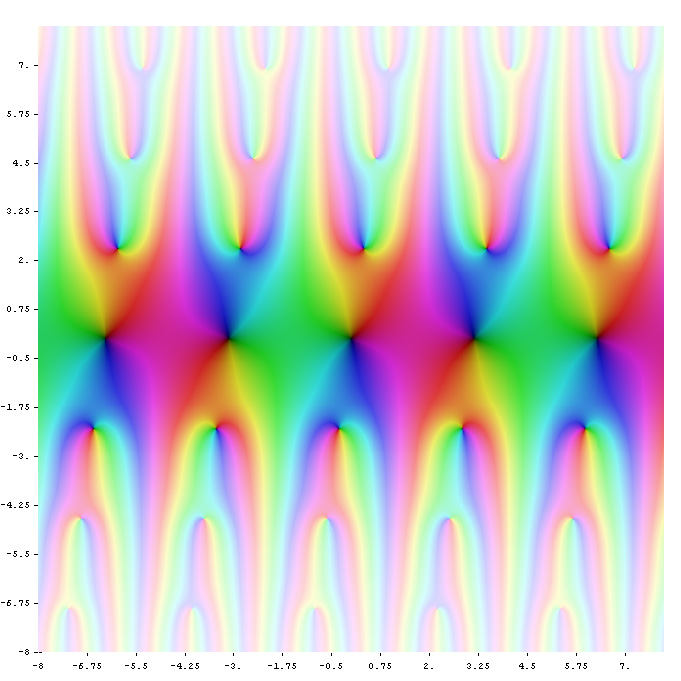
Fonction theta de Jacobi avec et Par convention (mathematica) : soit encore:
par changement de variable.

En mathématiques, on appelle fonctions thêta certaines fonctions spéciales d'une ou de plusieurs variables complexes. Elles apparaissent dans plusieurs domaines, comme l'étude des variétés abéliennes, des espaces de modules, et les formes quadratiques. Elles ont aussi des applications à la théorie des solitons. Leurs généralisations en algèbre extérieure apparaissent dans la théorie quantique des champs, plus précisément dans la théorie des cordes et des D-branes.
Les fonctions thêta les plus courantes sont celles qui apparaissent en théorie des fonctions elliptiques. Elles vérifient par rapport à l'une de leurs variables (traditionnellement z) certaines relations fonctionnelles qui traduisent les formules d'addition des périodes des fonctions elliptiques associées (quelquefois appelée quasi-périodicité, à ne pas confondre avec la notion homonyme en dynamique).

## Fonction thêta de Jacobi
La fonction thêta de Jacobi est une fonction de deux variables complexes. C'est la somme totale de la série
{\displaystyle \vartheta (z;\tau )=\sum _{n=-\infty }^{\infty }\exp(\pi {\rm {i}}n^{2}\tau +2\pi {\rm {i}}nz),}
qui n'est définie que lorsque z décrit le plan complexe et τ le demi-plan de Poincaré des complexes de partie imaginaire strictement positive. 
Cette fonction est périodique en la variable z, de période 1. Autrement dit elle satisfait l'équation fonctionnelle suivante :
{\displaystyle \vartheta (z+1;\tau )=\vartheta (z;\tau ).}
Cela se vérifie directement, car à τ fixé, la série définissant la fonction thêta a la forme d'une série de Fourier.
La fonction se comporte aussi très régulièrement en respectant l'addition par τ et satisfait l'équation fonctionnelle

Fonction Theta ϑ1 pour différentes valeurs de q = eiπτ. Le point noir à droite représente les différentes valeurs prises par τ.

{\displaystyle \vartheta (z+a+b\tau ;\tau )=\exp(-\pi {\rm {i}}b^{2}\tau -2\pi {\rm {i}}bz)\vartheta (z;\tau )}
où a et b sont des entiers.

## Fonctions auxiliaires
Il est pratique de définir trois fonctions thêta auxiliaires, que nous pouvons écrire
{\displaystyle \vartheta _{01}(z;\tau )=\vartheta (z+1/2;\tau ),}
{\displaystyle \vartheta _{10}(z;\tau )=\exp(\pi {\rm {i}}\tau /4+\pi {\rm {i}}z)\vartheta (z+\tau /2;\tau ),}
{\displaystyle \vartheta _{11}(z;\tau )=\exp(\pi {\rm {i}}\tau /4+\pi {\rm {i}}(z+1/2))\vartheta (z+(\tau +1)/2;\tau ).}
Cette notation suit celle de Riemann et de Mumford ; la formulation originelle de Jacobi était en termes du nome q = exp(πτ) plutôt que τ, et thêta appelé θ3, ϑ01 nommé θ0, ϑ10 nommé θ2 et ϑ11 appelé –θ1.
Si nous fixons z = 0 dans les fonctions thêta précédentes, nous obtenons quatre fonctions de τ seulement, définies sur le demi-plan de Poincaré (quelquefois appelées constantes thêta). Celles-ci peuvent être utilisées pour définir différentes formes modulaires, et pour paramétrer certaines courbes.

## Identités de Jacobi
Les identités de Jacobi décrivent comment les fonctions thêta transforment sous le groupe modulaire. Soit
{\displaystyle \alpha =(-{\rm {i}}\tau )^{1/2}\exp \left({{\rm {i}}\pi \tau z^{2}}\right)}
Alors
{\displaystyle \vartheta _{1}(z;-1/\tau )=-{\rm {i}}\alpha \vartheta _{1}(\tau z;\tau )}
{\displaystyle \vartheta _{2}(z;-1/\tau )=\alpha \vartheta _{4}(\tau z;\tau )}
{\displaystyle \vartheta _{3}(z;-1/\tau )=\alpha \vartheta _{3}(\tau z;\tau )}
{\displaystyle \vartheta _{4}(z;-1/\tau )=\alpha \vartheta _{2}(\tau z;\tau )}
En particulier l'identité de Jacobi est définie par la formule suivante :
{\displaystyle \vartheta (0;\tau )^{4}=\vartheta _{01}(0;\tau )^{4}+\vartheta _{10}(0;\tau )^{4}}
{\displaystyle \vartheta _{00}(q)^{4}=\vartheta _{01}(q)^{4}+\vartheta _{10}(q)^{4}}
Cette formule donne un paramétrage de la courbe de Fermat de degré quatre.
Sous Theta fonctions, les puissances quatrièmes des fonctions secondaires totalisent la quatrième puissance de la fonction principale. L’identité de Jacobi apparaît également comme une combinaison de trois relations quadratiques :
{\displaystyle 2\,\vartheta _{00}(q^{2})^{2}=\vartheta _{00}(q)^{2}+\vartheta _{01}(q)^{2}}
{\displaystyle 2\,\vartheta _{10}(q^{2})^{2}=\vartheta _{00}(q)^{2}-\vartheta _{01}(q)^{2}}
{\displaystyle \vartheta _{10}(q)^{2}=2\,\vartheta _{10}(q^{2})\,\vartheta _{00}(q^{2})}
La combinaison de ces trois formules donne la formule suivante :
{\displaystyle \vartheta _{10}(q)^{4}=\vartheta _{00}(q)^{4}-\vartheta _{01}(q)^{4}}

## Représentations de produits
La fonction thêta de Jacobi peut être exprimée comme un produit, à travers le théorème du triple produit de Jacobi :
{\displaystyle \vartheta (z;\tau )=\prod _{m=1}^{\infty }\left(1-\exp 2{\rm {i}}\pi \tau m\right)\left(1+\exp {\rm {i}}\pi \left[(2m-1)\tau +2z\right]\right)\left(1+\exp {\rm {i}}\pi \left[(2m-1)\tau -2z\right]\right)}
Les fonctions auxiliaires ont les expressions, avec q = exp(iπτ) :
{\displaystyle \vartheta _{1}(z;\tau )=2q^{1/4}\sin(\pi z)\prod _{n=1}^{\infty }(1-q^{2n})(1-2q^{2n}\cos(2\pi z)+q^{4n})}
{\displaystyle \vartheta _{2}(z;\tau )=2q^{1/4}\cos(\pi z)\prod _{n=1}^{\infty }(1-q^{2n})(1+2q^{2n}\cos(2\pi z)+q^{4n})}
{\displaystyle \vartheta _{3}(z;\tau )=\prod _{n=1}^{\infty }(1-q^{2n})(1+2q^{2n-1}\cos(2\pi z)+q^{4n-2})}
{\displaystyle \vartheta _{4}(z;\tau )=\prod _{n=1}^{\infty }(1-q^{2n})(1-2q^{2n-1}\cos(2\pi z)+q^{4n-2})}

## Représentations intégrales
Les fonctions thêta de Jacobi ont les représentations intégrales suivantes :
{\displaystyle \vartheta _{1}(z;\tau )=-{\rm {e}}^{{\rm {i}}z+{\rm {i}}\pi \tau /4}\int _{{\rm {i}}-\infty }^{{\rm {i}}+\infty }{{\rm {e}}^{{\rm {i}}\pi \tau u^{2}}\cos(2uz+\pi \tau u) \over \sin(\pi u)}\mathrm {d} u}
{\displaystyle \vartheta _{2}(z;\tau )=-{\rm {i}}{\rm {e}}^{{\rm {i}}z+{\rm {i}}\pi \tau /4}\int _{{\rm {i}}-\infty }^{{\rm {i}}+\infty }{{\rm {e}}^{{\rm {i}}\pi \tau u^{2}}\cos(2uz+\pi u+\pi \tau u) \over \sin(\pi u)}\mathrm {d} u}
{\displaystyle \vartheta _{3}(z;\tau )=-{\rm {i}}\int _{{\rm {i}}-\infty }^{{\rm {i}}+\infty }{{\rm {e}}^{{\rm {i}}\pi \tau u^{2}}\cos(2uz+\pi u) \over \sin(\pi u)}\mathrm {d} u}
{\displaystyle \vartheta _{4}(z;\tau )=-{\rm {i}}\int _{{\rm {i}}-\infty }^{{\rm {i}}+\infty }{{\rm {e}}^{{\rm {i}}\pi \tau u^{2}}\cos(2uz) \over \sin(\pi u)}\mathrm {d} u.}

## Identité de base
Les fonctions dites "Theta-Nullwert" ont la représentation somme suivante et la représentation produit suivante :
{\displaystyle \vartheta _{00}(x)=\sum _{k=-\infty }^{\infty }x^{k^{2}}=\prod _{n=1}^{\infty }(1-x^{2n})(1+x^{2n-1})^{2}}
{\displaystyle \vartheta _{01}(x)=\sum _{k=-\infty }^{\infty }(-1)^{k}x^{k^{2}}=\prod _{n=1}^{\infty }(1-x^{2n})(1-x^{2n-1})^{2}}
{\displaystyle \vartheta _{10}(x)=x^{1/4}\sum _{k=-\infty }^{\infty }x^{k(k+1)}=2\,x^{1/4}\prod _{n=1}^{\infty }(1-x^{2n})(1+x^{2n})^{2}}
La fonction thêta satisfait la relation de base suivante avec le Fonction q, qui est exactement appelée dans le monde de langue anglaise comme Elliptique Nome q:
{\displaystyle \vartheta _{00}{\bigl [}q(k){\bigr ]}={\sqrt {2\pi ^{-1}K(k)}}}
{\displaystyle \vartheta _{01}{\bigl [}q(k){\bigr ]}={\sqrt[{4}]{1-k^{2}}}{\sqrt {2\pi ^{-1}K(k)}}}
{\displaystyle \vartheta _{10}{\bigl [}q(k){\bigr ]}={\sqrt {|k|}}{\sqrt {2\pi ^{-1}K(k)}}}
{\displaystyle q(k)=\exp {\bigl [}-\pi \,K({\sqrt {1-k^{2}}})/K(k){\bigr ]}}
Les deux formules suivantes définissent l'intégrale elliptique complète du premier type et s'accordent l'une avec l'autre.
{\displaystyle K(\varepsilon )=\int _{0}^{1}{\frac {1}{\sqrt {(1-x^{2})(1-\varepsilon ^{2}x^{2})}}}\,\mathrm {d} x}
{\displaystyle K(\varepsilon )=\int _{0}^{\pi /2}{\frac {1}{\sqrt {1-\varepsilon ^{2}\sin(\varphi )^{2}}}}\,\mathrm {d} \varphi }

## Relation avec la fonction zêta de Riemann
Notons qu'en utilisant la formule sommatoire de Poisson et que e–x2/2 est sa propre transformée de Fourier on obtient
{\displaystyle \vartheta (0;-1/\tau )=(-{\rm {i}}\tau )^{1/2}\vartheta (0;\tau ).}
Cette relation fut utilisée par Riemann pour démontrer l'équation fonctionnelle de la fonction zêta de Riemann, signifiant l'intégrale 
{\displaystyle \Gamma \left({\frac {s}{2}}\right)\pi ^{-s/2}\zeta (s)={\frac {1}{2}}\int _{0}^{\infty }\left[\vartheta (0;{\rm {i}}t)-1\right]t^{s/2}{\frac {\mathrm {d} t}{t}}}
dont on peut montrer qu'elle est invariante par substitution de s par 1 – s. L'intégrale correspondante pour z différent de zéro est donnée dans l'article sur la fonction zêta de Hurwitz.

## Relation avec la fonction elliptique de Weierstrass
La fonction thêta fut utilisée par Jacobi pour construire (dans une forme adaptée pour un calcul facile) ses fonctions elliptiques comme des quotients des quatre fonctions thêta précédentes, et il aurait pu l'utiliser pour construire aussi les fonctions elliptiques de Weierstrass, puisque
{\displaystyle \wp (z;\tau )=-{\frac {\partial ^{2}(\log \vartheta _{11}(z;\tau ))}{\partial z^{2}}}+c}
où la constante c est définie comme le développement de Laurent de {\displaystyle \wp (z)} à z = 0 ne possédant aucun terme constant.

## Certaines relations avec les formes modulaires
Avec η la fonction êta de Dedekind, on a l'égalité
{\displaystyle \vartheta (0;\tau )={\frac {\eta ^{2}\left({\frac {\tau +1}{2}}\right)}{\eta (\tau +1)}}}.

## Comme solution de l'équation de la chaleur
La fonction thêta de Jacobi est l'unique solution de l'équation de la chaleur à une dimension avec des conditions aux limites périodiques au temps zéro. Ceci est plus facile à voir en prenant z = x réel, et en prenant τ = it avec t réel et positif. Alors, nous pouvons écrire
{\displaystyle \vartheta (x,{\rm {i}}t)=1+2\sum _{n=1}^{\infty }\exp(-\pi n^{2}t)\cos(2\pi nx)}
qui résout l'équation de la chaleur
{\displaystyle {\frac {\partial }{\partial t}}\vartheta (x,{\rm {i}}t)={\frac {1}{4\pi }}{\frac {\partial ^{2}}{\partial x^{2}}}\vartheta (x,{\rm {i}}t).}
Le fait que cette solution soit unique peut être vu en notant qu'à t = 0, la fonction thêta devient le peigne de Dirac :
{\displaystyle \lim _{t\rightarrow 0}\vartheta (x,{\rm {i}}t)=\sum _{n=-\infty }^{\infty }\delta (x-n)}
où δ est la fonction δ de Dirac. Ainsi, la solution générale peut être précisée en juxtaposant la condition aux limites (périodique) à t = 0 avec la fonction thêta.

## Relation avec le groupe de Heisenberg
La fonction thêta de Jacobi peut être pensée comme le prolongement d'une représentation du groupe de Heisenberg en mécanique quantique, quelquefois appelée la représentation thêta (en). Ceci peut être vu en construisant le groupe explicitement. Soit f(z) une fonction holomorphe, soit a et b des nombres réels, et fixons une valeur de τ. Alors, définissons les opérateurs Sa et Tb tels que
{\displaystyle (S_{a}f)(z)=f(z+a)}
et 
{\displaystyle (T_{b}f)(z)=\exp({\rm {i}}\pi b^{2}\tau +2\pi {\rm {i}}bz)f(z+b\tau )}
Notons que
{\displaystyle S_{a_{1}}(S_{a_{2}}f)=(S_{a_{1}}\circ S_{a_{2}})f=S_{a_{1}+a_{2}}f}
et 
{\displaystyle T_{b_{1}}(T_{b_{2}}f)=(T_{b_{1}}\circ T_{b_{2}})f=T_{b_{1}+b_{2}}f,}
mais S et T ne commutent pas :
{\displaystyle S_{a}\circ T_{b}=\exp(2\pi {\rm {i}}ab)\;T_{b}\circ S_{a}.}
Ainsi, nous voyons que S et T ensemble avec une phase unitaire forme un groupe de Lie nilpotent, le groupe de Heisenberg (réel continu), paramétrable par {\displaystyle H=U(1)\times \mathbb {R} \times \mathbb {R} } où U(1) est le groupe unitaire. Un élément de groupe général U (λ, a, b) ∈ H alors agit sur une fonction holomorphe f(z) comme 
{\displaystyle U(\lambda ,a,b)\;f(z)=\lambda (S_{a}\circ T_{b}f)(z)=\lambda \exp({\rm {i}}\pi b^{2}\tau +2\pi {\rm {i}}bz)f(z+a+b\tau )}
où λ ∈ U(1). Notons que U(1) = Z(H) est à la fois le centre de H et le groupe dérivé [H, H].
Définissons le sous-groupe Γ ⊂ H comme 
{\displaystyle \Gamma =\{U(1,a,b)\in H:a,b\in \mathbb {Z} \}.}
Alors, nous voyons que la fonction thêta de Jacobi est une fonction entière de z qui est invariante sous Γ, et l'on peut montrer que la fonction thêta de Jacobi est une telle fonction unique. 
La représentation thêta ci-dessus du groupe d'Heisenberg peut être reliée à la représentation canonique de Weyl du groupe d'Heisenberg comme suit. Fixons une valeur pour τ et définissons une norme sur les fonctions entières du plan complexe comme
{\displaystyle \Vert f\Vert ^{2}=\int _{\mathbb {C} }\exp \left({\frac {-2\pi y^{2}}{\Im \tau }}\right)|f(x+iy)|^{2}\ \mathrm {d} x\ \mathrm {d} y}
Soit {\displaystyle {\mathcal {J}}} l'ensemble des fonctions entières f de norme finie. Notons que {\displaystyle {\mathcal {J}}} est un espace hilbertien, que {\displaystyle U(\lambda ,a,b)} est unitaire sur {\displaystyle {\mathcal {J}}}, et que {\displaystyle {\mathcal {J}}} est irréductible sous cette action. Alors {\displaystyle {\mathcal {J}}} et L2(R) sont isomorphes comme H-modules (en), où H agit sur {\displaystyle L^{2}(\mathbb {R} )} comme 
{\displaystyle U(\lambda ,a,b)\;\psi (x)=\lambda \exp(2\pi {\rm {i}}bx)\psi (x+a)}
pour {\displaystyle x\in \mathbb {R} } et {\displaystyle \psi \in L^{2}(\mathbb {R} )}.
Voir aussi le théorème de Stone-von Neumann (en) pour plus de développements sur ces idées.

## Généralisations
Si F est une forme quadratique de n variables, alors la fonction thêta associée avec F est 
{\displaystyle \theta _{F}(z)=\sum _{m\in Z^{n}}\exp(2\pi {\rm {i}}zF(m))}
avec la somme s'étendant sur le réseau des entiers ℤn. Cette fonction thêta est une forme modulaire de poids n/2 (sur un sous-groupe défini de manière approprié) du groupe modulaire. Dans le développement de Fourier,
{\displaystyle \theta _{F}(z)=\sum _{k=0}^{\infty }R_{F}(k)\exp(2\pi {\rm {i}}kz),}
les nombres RF(k) sont appelés les nombres de représentation de la forme.

### Fonction thêta de Riemann
Soit 
{\displaystyle \mathbb {H} _{n}=\{F\in M(n,\mathbb {C} )~|~F=F^{T}\quad {\textrm {et}}\quad \Im F>0\}}
l'ensemble des matrices carrées symétriques dont la partie imaginaire est définie positive ; {\displaystyle \mathbb {H} _{n}}, appelé le demi-espace de Siegel (en), est l'analogue multi-dimensionnel du demi-plan de Poincaré. L'analogue n-dimensionnel du groupe modulaire est le groupe symplectique Sp(2n, Z) ; pour n = 1, Sp(2, Z) = SL(2, Z). L'analogue (n – 1)-dimensionnel des sous-groupes de congruence (en) est {\displaystyle \ker\{\mathrm {Sp} (2n,\mathbb {Z} )\to \mathrm {Sp} (2n,\mathbb {Z} /k\mathbb {Z} )\}}.
Alors, étant donné {\displaystyle F\in \mathbb {H} _{n}}, la fonction thêta de Riemann est définie par
{\displaystyle \theta (F,z)=\sum _{m\in \mathbb {Z} ^{n}}\exp \left(2\pi {\rm {i}}\left({\frac {1}{2}}m^{T}Fm+m^{T}z\right)\right).}
Ici, {\displaystyle z\in \mathbb {C} ^{n}} est un vecteur complexe n-dimensionnel, et l'exposant T désigne la transposition. La fonction thêta de Jacobi est alors un cas particulier, avec n = 1 et {\displaystyle F=\tau \in \mathbb {H} } où {\displaystyle \mathbb {H} } est le demi-plan de Poincaré.

## Valeurs de fonction

### Valeurs lemnismatiques
Le tableau suivant donne les valeurs lemnistiques des fonctions ϑ10(x) et ϑ00(x) :
| x                                   | ϑ10(x) | ϑ00(x) |
| ----------------------------------- | --- | --- |
| {\displaystyle {\text{e}}^{-\pi }}  | {\displaystyle {\sqrt[{4}]{\pi }}\,{\Gamma \left({\tfrac {3}{4}}\right)}^{-1}2^{-1/4}={\sqrt {G}}}                                                    | {\displaystyle {\sqrt[{4}]{\pi }}\,{\Gamma \left({\tfrac {3}{4}}\right)}^{-1}=2^{1/4}{\sqrt {G}}}                     |
| {\displaystyle {\text{e}}^{-2\pi }} | {\displaystyle {\sqrt[{4}]{\pi }}\,{\Gamma \left({\tfrac {3}{4}}\right)}^{-1}2^{-3/4}{\sqrt {{\sqrt {2}}-1}}}                                         | {\displaystyle {\sqrt[{4}]{\pi }}\,{\Gamma \left({\tfrac {3}{4}}\right)}^{-1}2^{-3/4}{\sqrt {{\sqrt {2}}+1}}}         |
| {\displaystyle {\text{e}}^{-3\pi }} | {\displaystyle {\sqrt[{4}]{\pi }}\,{\Gamma \left({\tfrac {3}{4}}\right)}^{-1}2^{-3/2}3^{-3/8}{\sqrt {{\sqrt {3}}-1}}({\sqrt {3}}+1-{\sqrt[{4}]{12}})} | {\displaystyle {\sqrt[{4}]{\pi }}\,{\Gamma \left({\tfrac {3}{4}}\right)}^{-1}2^{-1/4}3^{-3/8}{\sqrt {{\sqrt {3}}+1}}} |
| {\displaystyle {\text{e}}^{-4\pi }} | {\displaystyle {\sqrt[{4}]{\pi }}\,{\Gamma \left({\tfrac {3}{4}}\right)}^{-1}2^{-5/4}({\sqrt[{4}]{2}}-1)}                                             | {\displaystyle {\sqrt[{4}]{\pi }}\,{\Gamma \left({\tfrac {3}{4}}\right)}^{-1}2^{-5/4}({\sqrt[{4}]{2}}+1)}             |
| {\displaystyle {\text{e}}^{-5\pi }} | {\displaystyle {\sqrt[{4}]{\pi }}\,{\Gamma \left({\tfrac {3}{4}}\right)}^{-1}2^{-5/4}5^{-1/2}({\sqrt[{4}]{5}}-1)^{2}\Phi ^{-1/2}}                     | {\displaystyle {\sqrt[{4}]{\pi }}\,{\Gamma \left({\tfrac {3}{4}}\right)}^{-1}5^{-1/2}\Phi ^{3/2}}                     |

Valeurs supplémentaires pour ϑ00(x) :
{\displaystyle \vartheta _{00}({\text{e}}^{-6\pi })={\sqrt[{4}]{\pi }}\,{\Gamma \left({\tfrac {3}{4}}\right)}^{-1}2^{-2}3^{-3/8}{\sqrt {\cot({\tfrac {1}{24}}\pi )}}({\sqrt[{4}]{3}}+1)({\sqrt {3}}+1-{\sqrt[{4}]{12}})}
{\displaystyle \vartheta _{00}({\text{e}}^{-7\pi })={\sqrt[{4}]{\pi }}\,{\Gamma \left({\tfrac {3}{4}}\right)}^{-1}2^{-5/8}7^{-7/16}{\sqrt[{4}]{3+{\sqrt {7}}}}{\sqrt {5-{\sqrt {7}}+{\sqrt[{4}]{28}}}}}
{\displaystyle \vartheta _{00}({\text{e}}^{-8\pi })={\sqrt[{4}]{\pi }}\,{\Gamma \left({\tfrac {3}{4}}\right)}^{-1}2^{-2}({\sqrt {2+{\sqrt {2}}}}+2^{7/8})}
{\displaystyle \vartheta _{00}({\text{e}}^{-9\pi })={\sqrt[{4}]{\pi }}\,{\Gamma \left({\tfrac {3}{4}}\right)}^{-1}3^{-1}({\sqrt[{3}]{2{\sqrt {3}}+2}}+1)}
{\displaystyle \vartheta _{00}({\text{e}}^{-10\pi })={\sqrt[{4}]{\pi }}\,{\Gamma \left({\tfrac {3}{4}}\right)}^{-1}5^{-1/2}\Phi ^{3/2}\cos {\bigl [}{\tfrac {1}{4}}\arcsin {\bigl (}\Phi ^{-12}{\bigr )}{\bigr ]}}
{\displaystyle \vartheta _{00}({\text{e}}^{-11\pi })={\sqrt[{4}]{\pi }}\,{\Gamma \left({\tfrac {3}{4}}\right)}^{-1}2^{-5/4}11^{-5/8}{\sqrt {{\sqrt {11}}+3}}\,{\bigl \{}4+{\sqrt {11}}-3{\sqrt {3}}\tanh {\bigl [}{\tfrac {1}{4}}\operatorname {arcosh} ({\tfrac {7}{4}})+{\tfrac {1}{2}}\operatorname {artanh} ({\tfrac {4}{9}}{\sqrt {3}})-{\tfrac {1}{6}}\operatorname {artanh} ({\tfrac {1}{27}}{\sqrt {3}}){\bigr ]}{\bigr \}}}
{\displaystyle \vartheta _{00}({\text{e}}^{-12\pi })={\sqrt[{4}]{\pi }}\,{\Gamma \left({\tfrac {3}{4}}\right)}^{-1}2^{-2}3^{-3/8}{\sqrt {\cot({\tfrac {1}{24}}\pi )}}({\sqrt[{4}]{3}}+1)({\sqrt {3}}+1-{\sqrt[{4}]{12}})\cos {\bigl \{}{\tfrac {1}{2}}\arcsin {\bigl [}{\tfrac {1}{2}}(2+{\sqrt {3}})({\sqrt {3}}-{\sqrt {2}})^{2}({\sqrt {2}}-1)^{2}({\sqrt[{4}]{3}}-1)^{4}{\bigr ]}{\bigr \}}}
{\displaystyle \vartheta _{00}({\text{e}}^{-13\pi })={\sqrt[{4}]{\pi }}\,{\Gamma \left({\tfrac {3}{4}}\right)}^{-1}13^{-1/2}{\sqrt {5{\sqrt {13}}+18}}\,{\bigl \{}{\tfrac {1}{6}}(5{\sqrt {39}}-17{\sqrt {3}})\coth {\bigl [}{\tfrac {1}{3}}\operatorname {artanh} ({\tfrac {6}{11}}{\sqrt {3}})-{\tfrac {1}{2}}\operatorname {arcosh} {\bigl (}{\tfrac {4}{13}}{\sqrt {13}}{\bigr )}{\bigr ]}-{\tfrac {1}{2}}({\sqrt {13}}-3){\bigr \}}}
{\displaystyle \vartheta _{00}({\text{e}}^{-14\pi })={\sqrt[{4}]{\pi }}\,{\Gamma \left({\tfrac {3}{4}}\right)}^{-1}2^{-5/8}7^{-7/16}{\sqrt[{4}]{3+{\sqrt {7}}}}{\sqrt {5-{\sqrt {7}}+{\sqrt[{4}]{28}}}}\,\cos {\bigl \{}{\tfrac {1}{4}}\arcsin {\bigl [}({\tfrac {1}{4}}{\sqrt {14}}+{\tfrac {1}{4}}{\sqrt {2}}-{\tfrac {1}{2}}{\sqrt[{4}]{7}})^{12}{\bigr ]}{\bigr \}}}
{\displaystyle \vartheta _{00}({\text{e}}^{-15\pi })={\sqrt[{4}]{\pi }}\,{\Gamma \left({\tfrac {3}{4}}\right)}^{-1}3^{-1/2}5^{-1/2}\Phi ^{3/2}{\bigl (}{\sqrt {2{\sqrt {1+\Phi ^{-8}+\Phi ^{-16}}}+2+\Phi ^{-8}}}+{\sqrt {1-\Phi ^{-8}}}{\bigr )}^{1/2}}
{\displaystyle \vartheta _{00}({\text{e}}^{-16\pi })={\sqrt[{4}]{\pi }}\,{\Gamma \left({\tfrac {3}{4}}\right)}^{-1}{\bigl [}2^{-9/4}({\sqrt[{4}]{2}}+1)+2^{-23/16}{\sqrt[{4}]{{\sqrt {2}}+1}}{\bigr ]}}
{\displaystyle \vartheta _{00}({\text{e}}^{-17\pi })={\sqrt[{4}]{\pi }}\,{\Gamma \left({\tfrac {3}{4}}\right)}^{-1}2^{-3/2}17^{-1/2}{\bigl [}({\sqrt[{4}]{17}}+1){\sqrt {{\sqrt {17}}-1}}+{\sqrt[{8}]{272}}{\sqrt {{\sqrt {17}}+3}}{\bigr ]}}
{\displaystyle \vartheta _{00}({\text{e}}^{-18\pi })={\sqrt[{4}]{\pi }}\,{\Gamma \left({\tfrac {3}{4}}\right)}^{-1}3^{-1}({\sqrt[{3}]{2{\sqrt {3}}+2}}+1)\cos {\bigl \langle }{\tfrac {1}{4}}\arcsin {\bigl \{}{\bigl [}2{\sqrt {3}}-3-{\sqrt {6}}(2-{\sqrt {3}})^{5/6}+{\sqrt {2}}(2-{\sqrt {3}})^{7/6}{\bigr ]}^{4}{\bigr \}}{\bigr \rangle }}
Et avec la lettre grecque {\displaystyle \Phi =({\sqrt {5}}+1)/2} le nombre d'or est affiché. L'abréviation G représente la constante de Gauss, qui est le quotient de la constante de lemniscate divisé par le nombre de cercle π. Les valeurs qui viennent d'être présentées ont été étudiées par le mathématicien sud-coréen Jinhee Yi de l'Université nationale de Pusan (부산 대학교). Leurs résultats ont ensuite été publiés dans le Journal of Mathematical Analysis and Applications.
De plus, les valeurs suivantes s'appliquent :
{\displaystyle \vartheta _{00}[\exp(-{\tfrac {1}{2}}\pi )]={\sqrt[{4}]{\pi }}\,{\Gamma \left({\tfrac {3}{4}}\right)}^{-1}2^{-1/4}{\sqrt {{\sqrt {2}}+1}}}
{\displaystyle \vartheta _{00}[\exp(-{\tfrac {1}{3}}\pi )]={\sqrt[{4}]{\pi }}\,{\Gamma \left({\tfrac {3}{4}}\right)}^{-1}2^{-1/4}3^{1/8}{\sqrt {{\sqrt {3}}+1}}}
Ces deux valeurs peuvent être déterminées directement à l'aide de la Formule sommatoire de Poisson :
{\displaystyle \vartheta _{00}[\exp(-\pi /y)]={\sqrt {y}}\,\vartheta _{00}[\exp(-\pi y)]}

### Valeurs équianharmoniques
La fonction ϑ00 a ces valeurs de fonction équianharmonique :
{\displaystyle \vartheta _{00}[\exp(-{\sqrt {3}}\,\pi )]=\pi ^{-1/2}2^{-1/6}3^{-1/8}\beta ({\tfrac {1}{3}})^{1/2}}
{\displaystyle \vartheta _{00}[\exp(-2{\sqrt {3}}\,\pi )]=\pi ^{-1/2}2^{-1/6}3^{-1/8}\beta ({\tfrac {1}{3}})^{1/2}\cos({\tfrac {1}{24}}\pi )}
{\displaystyle \vartheta _{00}[\exp(-3{\sqrt {3}}\,\pi )]=\pi ^{-1/2}2^{-1/6}3^{-7/8}\beta ({\tfrac {1}{3}})^{1/2}({\sqrt[{3}]{2}}+1)}
{\displaystyle \vartheta _{00}[\exp(-4{\sqrt {3}}\,\pi )]=\pi ^{-1/2}2^{-7/6}3^{-1/8}\beta ({\tfrac {1}{3}})^{1/2}[1+{\sqrt {\cos({\tfrac {1}{12}}\pi )}}]}
{\displaystyle \vartheta _{00}[\exp(-5{\sqrt {3}}\,\pi )]=\pi ^{-1/2}2^{-1/6}3^{-9/8}\beta ({\tfrac {1}{3}})^{1/2}\sin({\tfrac {1}{5}}\pi )({\tfrac {2}{5}}{\sqrt[{3}]{100}}+{\tfrac {2}{5}}{\sqrt[{3}]{10}}+{\tfrac {3}{5}}{\sqrt {5}}+1)}
Certaines valeurs équianharmoniques de la fonction thêta ont été étudiées notamment par les mathématiciens Bruce Carl Berndt et Örs Rebák.

### Valeurs thêta sur les factorielles des huitièmes
Valeurs de fonction de la forme ϑ01 :
{\displaystyle \vartheta _{01}[\exp(-{\sqrt {2}}\,\pi )]=2^{-1/4}\pi ^{-1/2}{\sqrt {\cos({\tfrac {1}{8}}\pi )\beta ({\tfrac {3}{8}})}}}
{\displaystyle \vartheta _{01}[\exp(-3{\sqrt {2}}\,\pi )]=2^{-1/4}3^{-1/2}\pi ^{-1/2}{\sqrt {\cos({\tfrac {1}{8}}\pi )\beta ({\tfrac {3}{8}})}}\,{\sqrt {{\sqrt {3}}+{\sqrt {2}}}}}
{\displaystyle \vartheta _{01}[\exp(-{\tfrac {1}{3}}{\sqrt {2}}\,\pi )]=2^{-1/4}\pi ^{-1/2}{\sqrt {\cos({\tfrac {1}{8}}\pi )\beta ({\tfrac {3}{8}})}}\,{\sqrt {{\sqrt {3}}-{\sqrt {2}}}}}
{\displaystyle \vartheta _{01}[\exp(-5{\sqrt {2}}\,\pi )]=2^{-1/4}5^{-1/2}\pi ^{-1/2}{\sqrt {\cos({\tfrac {1}{8}}\pi )\beta ({\tfrac {3}{8}})}}\,{\bigl \{}{\tfrac {4}{3}}{\sqrt {2}}\cos({\tfrac {1}{10}}\pi )\cosh[{\tfrac {1}{3}}\operatorname {artanh} ({\tfrac {3}{8}}{\sqrt {6}})]+{\tfrac {1}{3}}\tan({\tfrac {1}{5}}\pi ){\bigr \}}}
{\displaystyle \vartheta _{01}[\exp(-{\tfrac {1}{5}}{\sqrt {2}}\,\pi )]=2^{-1/4}\pi ^{-1/2}{\sqrt {\cos({\tfrac {1}{8}}\pi )\beta ({\tfrac {3}{8}})}}\,{\bigl \{}{\tfrac {4}{3}}{\sqrt {2}}\sin({\tfrac {1}{5}}\pi )\cosh[{\tfrac {1}{3}}\operatorname {artanh} ({\tfrac {3}{8}}{\sqrt {6}})]-{\tfrac {1}{3}}\cot({\tfrac {1}{10}}\pi ){\bigr \}}}

## Équations quintiques

### Solution de la forme Bring-Jerrard
Selon le Théorème d'Abel-Ruffini, l'équation quintique générale ne peut pas être résolue sous forme radicale élémentaire. Mais une solution générale est tout à fait possible à l'aide de fonctions elliptiques. Avec la fonction thêta, le cas général de l'équation quintique peut également être résolu en fonction du "Nomen q" elliptique à partir d'un module elliptique toujours "élémentaire" selon les coefficients. Pour l'équation quintique suivante sous forme de Bring-Jerrard, la solution générale peut être représentée sous forme simplifiée par la fonction thêta ϑ00 :
{\displaystyle x^{5}+5\,x=4\,c}
Pour toutes les valeurs réelles {\displaystyle c} a la somme indiquée de la cinquième fonction de puissance et de la fonction de mappage identique pour {\displaystyle x} selon {\displaystyle c} exactement une vraie solution. Et cette solution réelle {\displaystyle x} peut pour toutes les valeurs réelles {\displaystyle c} peut être explicitée exactement correctement avec l'algorithme suivant :
| Équation de Bring–Jerrard : {\displaystyle x^{5}+5\,x=4\,c} |
| Valeur de la fonction elliptique "Nomen q": {\displaystyle Q=q{\bigl [}{\bigl (}2c^{2}+2+2{\sqrt {c^{4}+1}}{\bigr )}^{-1/2}{\bigl (}{\sqrt {{\sqrt {c^{4}+1}}+1}}+c{\bigr )}{\bigr ]}} |
| La vraie solution pour {\displaystyle x}: {\displaystyle x={\frac {{\bigl [}\vartheta _{00}(Q^{1/5})^{2}-5\,\vartheta _{00}(Q^{5})^{2}{\bigr ]}{\sqrt {\vartheta _{00}(Q^{1/5})^{2}+5\,\vartheta _{00}(Q^{5})^{2}-4\,\vartheta _{00}(Q)^{2}-2\,\vartheta _{00}(Q^{1/5})\,\vartheta _{00}(Q^{5})}}}{4\,\vartheta _{10}(Q)\,\vartheta _{01}(Q)\,\vartheta _{00}(Q)}}} |

### Trois exemples de calcul
Dans ce qui suit, trois équations sont traitées comme des exemples, qui peuvent être résolues avec la fonction thêta de Jacobi, mais ne peuvent pas du tout être résolues avec des expressions de racine élémentaire :
{\displaystyle x^{5}+5\,x={\frac {1}{{\sqrt {3}}\,{\sqrt[{4}]{7}}}},\quad \left(c={\frac {1}{4\,{\sqrt {3}}\,{\sqrt[{4}]{7}}}}\right)}
{\displaystyle Q=q\left[\left(2c^{2}+2+2{\sqrt {c^{4}+1}}\right)^{-1/2}\left({\sqrt {{\sqrt {c^{4}+1}}+1}}+c\right)\right]=q\left({\frac {3}{4}}\right)=\exp \left[-\pi \,K\left({\frac {\sqrt {7}}{4}}\right)/K\left({\frac {3}{4}}\right)\right]}
{\displaystyle Q\approx 0,0514850134086884874259334407034142264}
{\displaystyle x={\frac {\left\{\vartheta _{00}[Q^{1/5}]^{2}-5\,\vartheta _{00}[Q^{5}]^{2}\right\}{\sqrt {\vartheta _{00}[Q^{1/5}]^{2}+5\,\vartheta _{00}[Q^{5}]^{2}-4\,\vartheta _{00}[Q]^{2}-2\,\vartheta _{00}[Q^{1/5}]\,\vartheta _{00}[Q^{5}]}}}{4\,\vartheta _{10}[Q]\,\vartheta _{01}[Q]\,\vartheta _{00}[Q]}}}
{\displaystyle x\approx 0,07098926054715586207235133755965679}
La même procédure est également réalisée dans l'équation suivante :
{\displaystyle x^{5}+5\,x={\frac {17}{2\,{\sqrt {7}}\,{\sqrt[{4}]{15}}}},\quad \left(c={\frac {17}{8\,{\sqrt {7}}\,{\sqrt[{4}]{15}}}}\right)}
{\displaystyle Q=q\left[\left(2c^{2}+2+2{\sqrt {c^{4}+1}}\right)^{-1/2}\left({\sqrt {{\sqrt {c^{4}+1}}+1}}+c\right)\right]=q\left({\frac {7}{8}}\right)=\exp \left[-\pi \,K\left({\frac {\sqrt {15}}{8}}\right)/K\left({\frac {7}{8}}\right)\right]}
{\displaystyle Q\approx 0,0897074766759280367958684244396699245}
{\displaystyle x\approx 0,32576169530959133227592078784586937}
Voici un troisième exemple :
{\displaystyle x^{5}+5\,x=4,\quad \left(c=1\right)}
{\displaystyle Q=q\left[\left(2c^{2}+2+2{\sqrt {c^{4}+1}}\right)^{-1/2}\left({\sqrt {{\sqrt {c^{4}+1}}+1}}+c\right)\right]=q\left[{\frac {\sqrt[{4}]{2}}{2}}+\sin \left({\frac {\pi }{8}}\right)\right]}
{\displaystyle Q\approx 0,18520287008030014142515182307361246060360377625}
{\displaystyle x\approx 0,75192639869405948026865366345020738740978383913}